# Lady Musgrave Island
Lady Musgrave Island är en ö i Australien. Den ligger i delstaten Queensland, omkring 400 kilometer norr om delstatshuvudstaden Brisbane. Arean är 0,28 kvadratkilometer. Den sträcker sig 0,5 kilometer i nord-sydlig riktning, och 0,6 kilometer i öst-västlig riktning.